# Нижняя страна

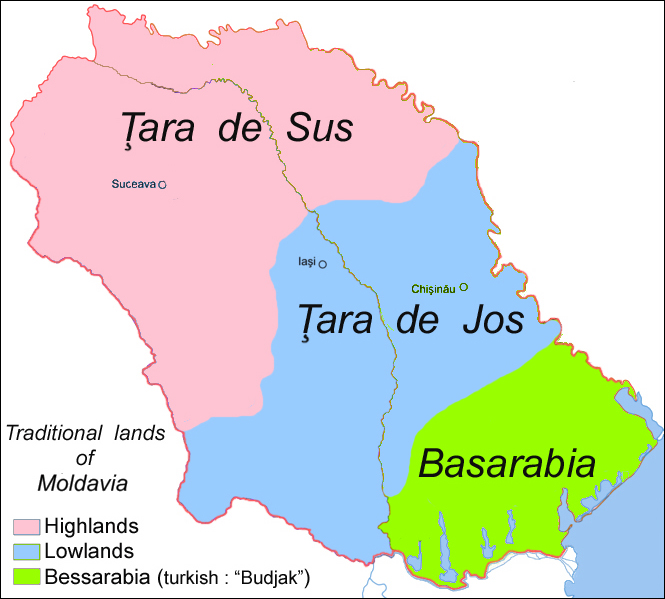
Регионы Молдавского княжества:
— Цара-де-Жос;
— Цара-де-Сус;
— (Бессарабия).

Нижняя страна (Ца́ра-де-Жос, также Ни́жняя Молда́вия, Ю́жная Молда́вия; молд. Цара-де-Жос, в букв. переводе: «нижняя страна»; от нар.-лат. Цара «земля/страна» и Жос «низ») — один из трёх культурно-географических регионов Молдавского княжества. 
С 1436 года, в результате борьбы за трон между сыновьями Александра Доброго Ильёй и Стефаном II, последний был признан господарём так называемой Нижней Страны, в которую входили города Бырлад, Текуч, Килия, Четатя-Албэ, а столицей стал Васлуй. Илья I остался правителем Верхней Страны с центром в Сучаве. 
Нижняя Молдавия занимала южную, самую густонаселённую, часть Молдавского княжества, а потому играла первостепенное значение. В условиях территориальной раздробленности Молдавское княжество просуществовало до восшествия на престол Стефана III в 1457 году, после чего Нижней Молдавией заведовал один из двух великих ворников, назначаемых господарём. В самих уездных городах находились представители господаря — наместники или пыркалабы.

## Административно-территориальное деление
Цара-де-Жос на делилась на 8 округов (в славянских источниках они назывались державы; в молдавских — цинуты):
- Ясский округ (центр — Яссы — столица Молдавского княжества с 1565 года)
- Кырлигатурский округ (центр — Тыргу-Фрумос)
- Романский округ (центр — Роман)
- Васлуйский округ (центр — Васлуй).
- Тутовский округ (центр — Бырлад)
- Текучский округ с центром — Текуч
- Путнянский округ (центр — Путна)
- Кохурлуйский округ (центр — Галац)
- Фалчинский округ (центр — Фалчиу)
- Лапушнянский округ(до прихода турок главным был город Тигина, после — Лапушна)
- Оргеевский округ (центр — Оргеев)
- Сорокский округ (центр — Сороки)